# Scarabaeus cristatus
Scarabaeus cristatus är en skalbaggsart som beskrevs av Fabricius 1775. Scarabaeus cristatus ingår i släktet Scarabaeus och familjen bladhorningar. Utöver nominatformen finns också underarten S. c. villiersi.